# Tityus brazilae
Espèce
Tityus brazilae est une espèce de scorpions de la famille des Buthidae.

## Distribution
Cette espèce est endémique de l'État de Bahia au Brésil. Elle se rencontre vers Salvador, Itapetinga et Teixeira de Freitas.

## Description
Le mâle holotype mesure 49,8 mm et la femelle paratype 62,2 mm.

## Étymologie
Cette espèce est nommée en l'honneur de Tânia Brazil Nunes.

## Publication originale
- Lourenço & Eickstedt, 1984 : « Descricao de uma especie nova de Tityus coletada no estado da Bahia, Brasil (Scorpiones, Buthidae). » Journal of Arachnology, vol. 12, no 1, p. 55-60 (texte intégral).